# 東曜寺
東曜寺（とうようじ）は、埼玉県鴻巣市にある真言宗豊山派の寺院。

## 歴史
創建年代は不明であるが、宥覚によって開山された。1756年（宝暦6年）と1876年（明治9年）の火災により過去帳等の古文書を失ったため、宥覚がいつの時代の人物かは不明となっている。ただし墓地には「寛永（1624年 - 1644年）」と刻まれた墓が存在することから、その頃までには既に存在していたものと推測される。
1876年（明治9年）の火災で、薬師如来像を除き、全てを焼失してしまった。1971年（昭和46年）の本堂再建までは、仮堂を建てて、薬師如来像を安置していた。
明治初期、現在の鴻巣市立吹上小学校の前身となる小学校が当寺で開校している。

## 交通アクセス
- 吹上駅より徒歩7分。